# Over-Haus

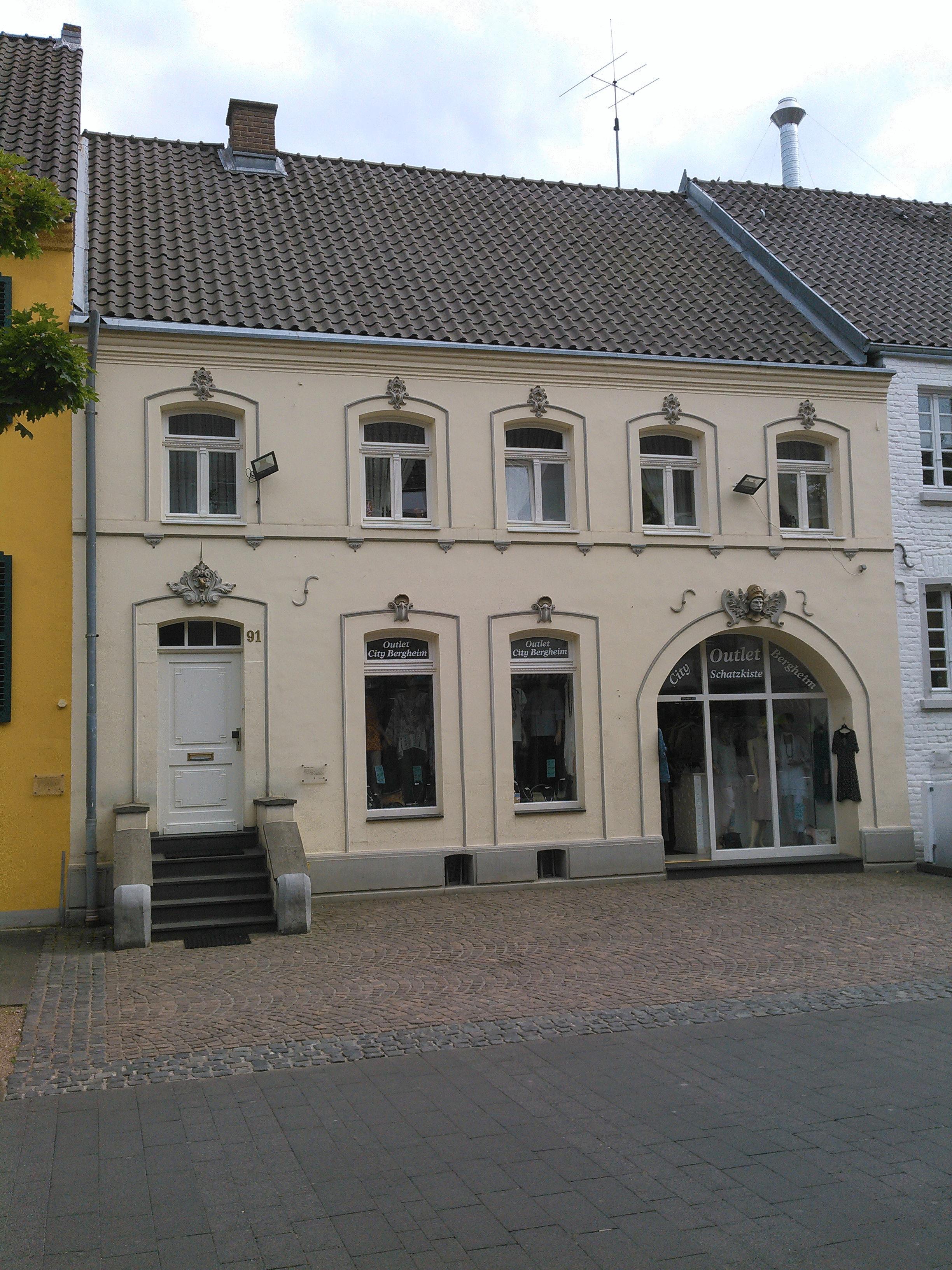
Das Over-Haus

Das Over-Haus ist ein historisches Haus in Bergheim-Mitte, in der Hauptstraße 91.

## Baugeschichte und Architektur
Das Haus Nr. 91 ist ein zweistöckiger Putzbau von fünf Achsen vom Ende des 18. Jahrhunderts. Die Stuckverzierungen sind Ende des 19. Jahrhunderts angebracht worden. Die Tordurchfahrt mit dem Ritterhelm im Scheitel zeugt von einer gewerblichen Nutzung des Gebäudes. 1799 wohnte hierin der Bierhändler Paul Muller. In der zweiten Hälfte des 19. Jahrhunderts kaufte der in Bergheimerdorf ansässige Dachdeckermeister Wilhelm Over das Haus und errichtete hierin seinen Firmensitz.

## Nutzung
Das Geschäft blieb in der Familie. Denn sein 1870 in Bergheimerdorf geborener Sohn Wilhelm Over Junior ging 1885 bei seinem Vater in die Lehre und übernahm 1896 von ihm das Bedachungsgeschäft. 1901 gründete er die Innung des Dachdecker- und Bauklempnergewerbes des Kreises Bergheim und wurde für 33 Jahre dessen „Obermeister“. Wilhelm Over Junior führte das handwerkliche Unternehmen in Haus Nr. 91 zu einer Bedeutung, die weit über den Kreis hinaus reichte.
In den 1950er Jahren wechselte der Betrieb von der Hauptstraße in die Bethlehemer Straße. Noch bis zum Jahr 1985 blieb das Haus im Besitz der Familie Over, wurde dann aber verkauft. Im Erdgeschoss wurde ein Bekleidungsgeschäft untergebracht.